# ظهر الغماري (القفر)

تعديل مصدري - تعديل

ظهر الغماري محلة تابعة لقرية مدحج السافل، التابعة لعزلة مدحجين بمديرية القفر إحدى مديريات محافظة إب في الجمهورية اليمنية، بلغ تعداد سكانها 33 حسب تعداد اليمن لعام 2004.